# Bristow (comic strip)
Pour les articles homonymes, voir Bristow.
Bristow est une série britannique de bande dessinée humoristique animée par Frank Dickens et publiée de 1961 à 2012 au format comic strip dans The Press and Journal d'Aberdeen.
Diffusée de 1962 à 2001 dans l'Evening Standard, un des principaux quotidiens londoniens, Bristow a également fait l'objet de longues publications en Australie et a été traduite en de nombreuses, dont le français dans Charlie Mensuel de 1970 à 1974.